# Lee Mi-yeon

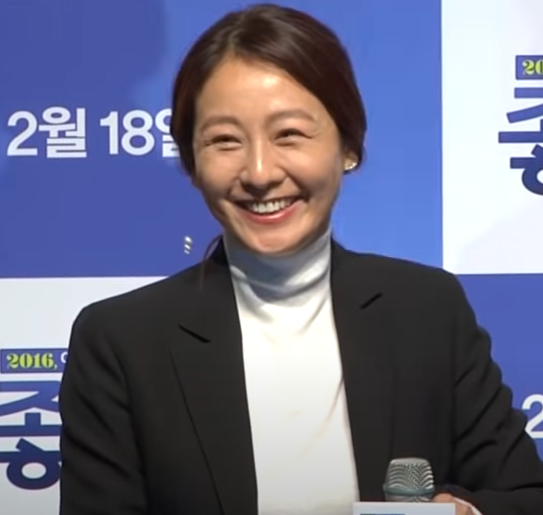
Lee Mi-yeon, 2016

Lee Mi-yeon (* 23. September 1971 in Seoul) ist eine südkoreanische Schauspielerin. Sie zählt zu den populärsten Schauspielerinnen der 1990er Jahre.

## Leben
Lee Mi-yeon wurde am 23. September 1971 in Seoul als jüngste unter vier Geschwistern geboren.
Sie gab ihr Filmdebüt 1989 in dem Film Happiness Does Not Come In Grades. 1995 spielte sie die Hauptrolle in dem feministischen Film Go Alone Like Musso’s Horn, einer Adaption eines Romans von Gong Ji-young, und in der Folge in dem erfolgreichen Kultfilm No. 3 (1997). Sie gehörte so in den 1990ern zu den populärsten Schauspielerinnen des südkoreanischen Kinos und spielte 1998 eine Lehrerin in dem Horrorfilm Whispering Corridors. Es war der zweiterfolgreichste Film des Jahres und gilt als einflussreicher Horrorfilm.
1995 heiratete sie den Schauspieler Kim Seung-woo, 2000 erfolgte jedoch die Scheidung. Die Nachricht war ein großes Thema in den südkoreanischen Medien, womit das Jahr 2000 für Lee sehr gemischt verlief, denn sie gewann außerdem den Blue Dragon Award als beste Schauspielerin für ihre Leistung in Pisces. Die Auszeichnung beflügelte ihre Karriere. In Indian Summer (2001) spielte sie eine Frau die des Mordes an ihrem Mann beschuldigt wird. Des Weiteren spielte sie die Hauptrolle in Last Witness (2001) des Regisseurs Bae Chang-ho. 2002 spielte sie zudem an der Seite von Lee Byung-hun in dem Film Addicted.
Danach wurden ihre Rollen weniger. 2005 spielte sie eine Hauptrolle in dem Blockbuster Typhoon, der seinerzeit der teuerste südkoreanische Film war. 2012 spielte sie in dem Actionfilm A Company Man die weibliche Hauptrolle an der Seite von So Ji-sub. Ihre Figur ist eine ehemalige Sängerin, die sich in einem Auftragsmörder verliebt, weiß allerdings nichts von dessen Arbeit.

## Filmografie

### Filme
- 1989: Happiness Does Not Come In Grades (행복은 성적순이 아니잖아요 Haengbok-eun Seongjeoksuni Anijanayo)
- 1990: Geurae Gakkeum Haneul-eul Boja (그래 가끔 하늘을 보자)
- 1991: Autumn Journey (가을여행 Gaeul Yeohaeng)
- 1991: Do You Like Afternoons After the Rain? (비 개인 오후를 좋아하세요? Bi Gaein Ohu-reul Johahaseyo?)
- 1992: Flower In Snow (눈꽃 Nunkkot)
- 1993: I Will Survive (살어리랏다 Sareoriratda)
- 1995: Go Alone Like Musso’s Horn (무소의 뿔처럼 혼자서 가라 Musso-ui Ppul-cheoreom Honjaseo Gara)
- 1997: No. 3 (넘버 3 Number 3)
- 1997: Motel Cactus (모텔 선인장 Motel Seoninjang)
- 1998: Whispering Corridors (여고괴담 Yeogogoedam)
- 1999: The Harmonium in My Memory (내 마음의 풍금 Nae Maeum-ui Punggeum)
- 2000: Ju No-myeong Bakery (주노명 베이커리)
- 2000: Pisces (물고기자리 Mulgogijari)
- 2001: Indian Summer (인디안 썸머)
- 2001: Last Witness – Der letzte Zeuge (흑수선 Heuksuseon, Verweistitel: „Der letzte Gefangene“)
- 2002: Fun Movie (재밌는 영화 Jaemitneun Yeonghwa)
- 2002: Addicted (중독 Jungdok)
- 2005: Typhoon (태풍 Taepung)
- 2007: Love Exposure (어깨너머의 연인 Eokkaeneomeo-ui Yeonin)
- 2012: A Company Man (회사원 Hoesawon)
- 2015: Yeoja, Namja: Geuge Anigo (여자, 남자: 그게 아니고, Kurzfilm)
- 2016: Like for Likes (좋아해줘 Johahaejwo)

### Fernsehserien (Auswahl)
- 2001: Empress Myeongseong (명성황후 Myeongseong Hwanghu, KBS2)
- 2010: The Great Merchant (거상 김만덕 Geosang Gim Man-deok, KBS)
- 2015: Eungdapara 1988 (응답하라 1988, tvN)

## Auszeichnungen (Auswahl)
1990
- Baeksang Arts Award: Beste neue Schauspielerin für Happiness Does Not Come In Grades
- Korean Association of Film Critics Awards: Beste neue Schauspielerin für Happiness Does Not Come In Grades

1993
- Grand Bell Award: Beste Nebendarstellerin in Flower In Snow

1999
- Grand Bell Award: Beste Nebendarstellerin in Whispering Corridors
- Blue Dragon Award: Beste Nebendarstellerin in The Harmonium in My Memory

2000
- Blue Dragon Award: Beste Hauptdarstellerin in Pisces
- Director’s Cut Award: Beste Hauptdarstellerin in Pisces

2001
- Blue Dragon Award: Popularitätspreis
- KBS Drama Awards: Top Excellence Award, Actress für Empress Myeongseong

2003
- Grand Bell Award: Beste Hauptdarstellerin für Addicted

2008
- Chunsa Film Art Awards: Beste Hauptdarstellerin für Love Exposure